# Willie Watson
Willie Watson, (7 de març de 1920 - 24 d'abril de 2004) fou un futbolista i jugador de criquet anglès de la dècada de 1940.
Fou internacional amb la selecció d'Anglaterra amb la qual participà en la Copa del Món de futbol de 1950. Defensà els colors de Huddersfield Town, Sunderland AFC i Halifax Town.
Com a jugador de criquet jugà per Yorkshire (1939-1958) i Leichestershire (1958-1962) i de la selecció anglesa (1951-1959).